# The Avengers: The Mobile Game
The Avengers: The Mobile Game es un videojuego beat 'em up de 2012 basado en la película del mismo nombre desarrollado y publicado por Gameloft.

## Trama
El juego sigue la trama de la película donde Nick Fury, director de la agencia de espionaje S.H.I.E.L.D., recluta a Tony Stark, Steve Rogers, Bruce Banner y Thor para formar un equipo que debe evitar que Loki, hermano de Thor, se apodere de la Tierra.
Con la ayuda de invasores alienígenas, Loki busca conquistar la Tierra. Pero primero debe dividir y conquistar a los únicos que pueden detenerlo: Los Vengadores y S.H.I.E.L.D..

## Jugabilidad
En el juego, el jugador toma el control de Iron Man, Capitán América, Thor y Hulk. El juego es un beat 'em up de desplazamiento lateral en 2D donde el jugador en cada nivel controla a un héroe diferente. En el camino, se pueden recolectar insignias de Avenger, cada insignia 100 le da al jugador una vida extra. La salud también se puede reponer. Los niveles de Iron Man, Capitán América y Hulk tienen lugar en el suelo mientras que Thor vuela por el cielo en sus niveles. Algunas secciones implican escalar y Hulk puede recoger objetos que pueden arrojarse a los enemigos.
El juego cuenta con ocho niveles, que incluyen niveles de vuelo y lugares recreados de la película.

## Recepción
James Nouch de Pocket Gamer escribió: "La marca de peleas sin sentido de los Vengadores es divertida en pequeñas dosis, pero su breve campaña adolece de una falta de variedad".